# Prefab Sprout
Prefab Sprout est un groupe de pop/rock anglais formé au début des années 1980 à Durham.
Bien qu'applaudi par la critique, le groupe n'a jamais trouvé un succès populaire de grande importance, même s'il a eu un certain impact au Royaume-Uni.

## Histoire
Son premier simple fut Lions In My Own Garden: Exit Someone, sorti en 1982 dont le titre est un rétroacronyme de Limoges, ville où se trouvait alors la petite amie du chanteur Paddy McAloon.
Son premier album fut Swoon en 1984, assemblage de chansons originales dans la veine de leur premier titre. Cet album manqua de peu le Top 20 anglais. L'année suivante, il produisit Steve McQueen (publié aux États-Unis sous le nom Two wheels Good à la suite d'un conflit avec les héritiers de l'acteur). Il contient leur premier tube, When Love Breaks Down (no 25 en Angleterre), et l'album rate une fois de plus de très près (no 21) le Top 20 anglais.
Son plus gros succès vint à la fin des années 1980 avec l'album From Langley Park To Memphis (en 1988, classé no 5 au Royaume-Uni) qui contient le tube The King Of Rock'n'Roll (no 7 en Angleterre) ainsi qu'une autre chanson emblématique du groupe, Cars and girls. Ce succès fut renouvelé au tout début des années 1990 avec l'album Jordan: The Comeback qui marcha très bien au Royaume-Uni (no 7). Même si la musique y était plus accessible que dans les titres précédents, les paroles et le sujet étaient fort torturés et subjectifs (Paddy McAloon a souvent cité Stephen Sondheim parmi ses influences). Il contenait aussi plusieurs chansons allégoriques sur Jesse James et Elvis Presley.
En 1992, fut publiée une compilation, A Life Of Surprises - The Best Of Prefab Sprout qui représente leur meilleur classement dans leur pays natal (no 3). Sept ans après son dernier album studio, Prefab Sprout publie en 1997 Andromeda Heights (n°7). Écrit et enregistré dans le tout nouveau studio de Paddy McAloon, il a largement bénéficié de la production par ordinateur. C'est le premier album depuis Steve McQueen où le batteur Neil Conti n'apparaît pas.
En 2000, Prefab Sprout sort de sa semi-retraite et surprend tout le monde en annonçant une mini-tournée anglaise qui se terminera par une apparition au Fleadh Festival.
Le groupe publie The Gunman And Other Stories en 2001. Produit par Tony Visconti, et n'impliquant plus que Paddy McAloon et son frère Martin, l'album est constitué en majorité de chansons que Paddy avait écrites pour divers artistes, principalement pour Jimmy Nail et son Crocodile Shoes, ou Cher (The Gunman), et dont il donne sa propre interprétation.
En 2003 sort I Trawl The Megahertz, sous le nom de Paddy McAloon. Ce projet ambitieux, largement instrumental ou ponctué de la voix d'une narratrice, a été développé par McAloon sur ordinateur alors qu'il se remettait d'une opération aux yeux. I Trawl The Megahertz est en fait l'un des nombreux albums écrits et enregistrés sous forme de démos par Paddy durant les années 1990 et qui ne sont jamais sortis.
En 2007, Sony réédite en double CD l'album Steve McQueen dans une version remasterisée. L'album principal est accompagné d'un second cd qui en présente huit chansons sous forme acoustique, enregistrées par Paddy en 2007.
L'album Let's Change the World with Music sort le 7 septembre 2009. Il fait partie de la longue série d'albums non sortis par le groupe. Écrit et enregistré à l'origine en 1992, il avait vu sa sortie repoussée à l'époque en faveur de la compilation A Life Of Surprises. Il a été masterisé au début 2009 par Calum Malcolm, qui avait coproduit Andromeda Heights et mixé I Trawl the Megahertz.
En juin 2013, dix nouvelles chansons ont été découvertes sur le site soundcloud, ce qui portait à croire qu'un nouvel album était en préparation. Le 14 juillet, la date de sortie du nouvel album Crimson/Red a été confirmée pour le 7 octobre. Paddy a réalisé l'album seul, sans aucune implication des autres membres du groupe.
En février 2019, l'album de Paddy McAloon I Trawl The Megahertz datant de 2003 est remastérisé et réédité comme album de Prefab Sprout.

## Membres
- Paddy McAloon : chant, guitare, clavier (né en 1957)
- Martin McAloon : basse (frère du premier, né en 1962, cocréateur du groupe)
- Neil Conti : batterie (né en 1959, cocréateur du groupe)
- Wendy Smith : chant (née en 1963, cocréatrice du groupe)

## Discographie

### Albums Studio
- 1984 Swoon
- 1985 Steve McQueen
- 1988 From Langley Park to Memphis
- 1989 Protest songs (enregistré en 1985)
- 1990 Jordan: The comeback
- 1997 Andromeda Heights
- 2001 The Gunman and Other Stories
- 2009 Let's Change The World With Music
- 2013 Crimson/Red
- 2019 I Trawl The Megahertz (Album solo sorti en 2003 sous le nom de Paddy McAloon)
- (A paraître) Femmes mythologiques

### Compilations / Rééditions
- 1992 A Life of Surprises: The Best of Prefab Sprout
- 1999 38 Carat Collection
- 2007 Steve McQueen (Réédition 2CD : CD original + CD 8 titres acoustiques enregistrés en 2006)